# فاتح سرنوشت
فاتح سرنوشت (به هندی: Muqaddar Ka Sikandar) فیلمی محصول سال ۱۹۷۹ و به کارگردانی پراکاش مهرا است. در این فیلم بازیگرانی همچون آمیتاب باچان، راکهی گولزار، وینود کانا، ریکا، امجد خان، قادرخان، رانجیت، نیروپا روی ایفای نقش کرده‌اند.